# ロナルド・ガルシア・ナチョ
ナチョ（Nacho）ことロナルド・ラザロ・ガルシア・フスティニアーノ（Ronald Lázaro García Justiniano、1980年12月17日 - ）は、ボリビア・サンタ・クルス・デ・ラ・シエラ出身の元サッカー選手。元ボリビア代表である。現役時代のポジションはMF。

## 経歴
首都ラパスにあるクラブ・ボリバルでデビューした。2000年にはコパ・リベルタドーレスで準々決勝に進出した。2001年にポルトガルのFCアルヴェルカに移籍し、そこで3シーズン過ごした。SLベンフィカへの移籍が噂された時期もあったが、2004年にボリビアに復帰した。2005年、10万ユーロの移籍金でアリス・テッサロニキに移籍した。2012年、母国のオリエンテ・ペトロレロに移籍。2015年5月に現役を引退した。
2001年と2007年の2回のコパ・アメリカに出場した。代表初得点は、2008年6月18日のパラグアイ戦である。10月11日のペルー戦で代表2点目を決めた。

## 所属クラブ
- 1998-2001  クラブ・ボリバル
- 2001-2004  FCアルヴェルカ
- 2004-2005  クラブ・ボリバル
- 2005-2012  アリス・テッサロニキ

→ 2010  アノルトシス・ファマグスタ（レンタル移籍）
→ 2011  クラブ・ボリバル（レンタル移籍）
- 2012-2015  オリエンテ・ペトロレロ

## 代表歴
- ボリビア代表 2002-2013
  - 代表通算：48試合出場 2得点
  - コパ・アメリカ2001
  - コパ・アメリカ2007